# Сакошу-Маре
Сакошу-Маре (рум. Sacoșu Mare) — село у повіті Тіміш в Румунії. Входить до складу комуни Дарова.
Село розташоване на відстані 366 км на захід від Бухареста, 43 км на південний схід від Тімішоари.

## Населення
За даними перепису населення 2002 року у селі проживали 1093 особи.
Національний склад населення села:
| Національність | Кількість осіб | Відсоток |
| -------------- | -------------- | -------- |
| румуни         | 1074           | 98,3%    |
| угорці         | 15             | 1,4%     |

Рідною мовою назвали:
| Мова      | Кількість осіб | Відсоток |
| --------- | -------------- | -------- |
| румунська | 1080           | 98,8%    |
| угорська  | 13             | 1,2%     |